# Prosopocera albovestita
Prosopocera albovestita là một loài bọ cánh cứng trong họ Cerambycidae.